# Cerchio di Carlyle
In matematica, il cerchio di Carlyle è un sistema semplice e ingegnoso per risolvere per via geometrica (con l'uso di soli riga e compasso) un'equazione di secondo grado. Prende il nome da Thomas Carlyle il quale, prima di dedicarsi alla storia e alla filosofia, in gioventù aveva mostrato notevoli doti come matematico.

## Enunciato
Data l'equazione
{\displaystyle x^{2}-sx+p=0\,\!}
in cui {\displaystyle s} e {\displaystyle p} sono segmenti di lunghezza data (con segno), è sufficiente disegnare su un piano cartesiano i punti {\displaystyle A(0,1)} e {\displaystyle B(s,p)}. Costruito un cerchio il cui diametro è identificato dai punti {\displaystyle A} e {\displaystyle B}, se tale cerchio interseca l'asse delle {\displaystyle x}, i punti {\displaystyle x_{1}} e {\displaystyle x_{2}} di intersezione sono le soluzioni reali dell'equazione data.

## Dimostrazione

Fig. 1: Cerchio di Carlyle per p < 0

Fig. 2: Cerchio di Carlyle per p > 0

### Primo modo
A destra è riportata le descrizione dei due casi principali, per {\displaystyle p} maggiore o minore di zero. In entrambi i casi è semplice verificare che
{\displaystyle s=x_{1}+x_{2}\,\!}
Se {\displaystyle p<0} (figura 1), per il teorema delle corde abbiamo la seguente equivalenza:
{\displaystyle {\overline {Ox_{1}}}\cdot {\overline {Ox_{2}}}={\overline {OA}}\cdot {\overline {OP}}\,\!}
ovvero
{\displaystyle (x_{1})\cdot (-x_{2})=(1)\cdot (-p)\,\!}
Per {\displaystyle p>0} (figura 2) si può analogamente arrivare al risultato
{\displaystyle (x_{1})\cdot (x_{2})=(1)\cdot (p)\,\!}
Ricapitolando, in entrambi i casi abbiamo:
{\displaystyle s=x_{1}+x_{2}\,\!}
{\displaystyle p=x_{1}\cdot x_{2}\,\!}
Di conseguenza, sviluppando l'espressione di partenza otteniamo che
{\displaystyle x^{2}-sx+p=x^{2}-(x_{1}+x_{2})x+x_{1}\cdot x_{2}=(x-x_{1})(x-x_{2})\,\!}
da cui risulta evidente che {\displaystyle x_{1}} e {\displaystyle x_{2}} sono le soluzioni dell'equazione di secondo grado originale; notare che in questa costruzione, {\displaystyle s} rappresenta la somma delle soluzioni e {\displaystyle p} il prodotto: il cerchio di Carlyle consente quindi di trovare in modo semplice le soluzioni di un'equazione di secondo grado in cui sono noti la somma e il prodotto delle radici.

### Secondo modo
Un'altra dimostrazione è ricavabile mediante le regole della geometria analitica.
Sia C centro del cerchio di diametro {\displaystyle A(0,1)} e {\displaystyle B(s,q)}. Esso è il punto medio del segmento {\displaystyle AB}:
{\displaystyle C\left({\frac {0+s}{2}},{\frac {1+q}{2}}\right)=C\left({\frac {s}{2}},{\frac {1+q}{2}}\right)}
Il raggio del cerchio è il segmento {\displaystyle AC}:
{\displaystyle r={\sqrt {\left(0-{\frac {s}{2}}\right)^{2}+\left(1-{\frac {1+q}{2}}\right)^{2}}}={\sqrt {{\frac {s^{2}}{4}}+{\frac {q^{2}-2q+1}{4}}}}}
Data l'equazione analitica del cerchio:
{\displaystyle (x-x_{C})^{2}+(y-y_{C})^{2}=r^{2}}
{\displaystyle \left(x-{\frac {s}{2}}\right)^{2}+\left(y-{\frac {1+q}{2}}\right)^{2}={\frac {s^{2}}{4}}+{\frac {q^{2}-2q+1}{4}}}
Le intersezioni con l'asse {\displaystyle x}, chiamate {\displaystyle x_{1}} e {\displaystyle x_{2}}, sono le soluzioni del sistema:
{\displaystyle {\begin{cases}\left(x-{\frac {s}{2}}\right)^{2}+\left(y-{\frac {1+q}{2}}\right)^{2}={\frac {s^{2}}{4}}+{\frac {q^{2}-2q+1}{4}}\\y=0\end{cases}}}
{\displaystyle x_{1}} e {\displaystyle x_{2}} sono pertanto le soluzioni dell'equazione
{\displaystyle \left(x-{\frac {s}{2}}\right)^{2}+\left(0-{\frac {1+q}{2}}\right)^{2}={\frac {s^{2}}{4}}+{\frac {q^{2}-2q+1}{4}}}
{\displaystyle x^{2}-sx+{\frac {s^{2}}{4}}+{\frac {(q+1)^{2}}{4}}={\frac {s^{2}}{4}}+{\frac {q^{2}-2q+1}{4}}}
Da cui:
{\displaystyle x^{2}-sx+{\frac {q}{2}}+{\frac {q}{2}}=0}
{\displaystyle x^{2}-sx+q=0}
{\displaystyle x_{1}} e {\displaystyle x_{2}} sono pertanto le soluzioni di questa equazione, come volevasi dimostrare.

## Variante
Il centro del cerchio di Carlyle si trova, per costruzione, nel punto medio {\displaystyle M} del segmento {\displaystyle AB}. Usando solo riga e compasso, non è immediato determinare il punto {\displaystyle B(s,p)}: una soluzione che rende più efficiente la costruzione è di tracciare un segmento {\displaystyle SY}, il cui punto medio coincide con {\displaystyle M}. Per tracciare tale segmento basta riportare {\displaystyle s} sull'asse delle {\displaystyle x}, mentre sull'asse delle {\displaystyle y} va riportato il punto {\displaystyle p+1}.

## Usi del cerchio di Carlyle
Il cerchio di Carlyle è della massima utilità nella costruzione esatta dei poligoni regolari con l'uso di soli riga e compasso. Con un cerchio di Carlyle infatti si costruisce agevolmente un pentagono regolare mentre, con elaborazioni via via più complesse, si possono costruire anche l'ettadecagono, il 257-gono e il 65537-gono.